# شون ويد (منافس ألعاب قوى)
شون ويد (بالإنجليزية: Sean Wade) هو منافس ألعاب قوى نيوزيلندي، ولد في 2 فبراير 1966.

## وصلات خارجية
- شون ويد على موقع اللجنة الأولمبية الدولية (الإنجليزية)
- شون ويد على موقع أوليمبيديا (الإنجليزية)
- شون ويد على موقع اللجنة الأولمبية النيوزيلندية (الإنجليزية)
- شون ويد على موقع اتحاد ألعاب الكومنولث (مؤرشف) (الإنجليزية)